# Estepa póntica
La estepa póntica es una ecorregión de la ecozona paleártica, definida por WWF, que se extiende por Europa oriental, desde el norte del mar Negro y del Cáucaso hasta la frontera entre Rusia y Kazajistán, en el sur de los montes Urales.

## Descripción
Es una ecorregión de pradera que ocupa 994 000 kilómetros cuadrados en el extremo nordeste de Bulgaria, el sudeste de Rumanía, el este de Moldavia, el sur de Ucrania, el sur de la Rusia europea y el noroeste de Kazajistán.

## Fauna
Son mamíferos característicos de esta zona las marmotas (Marmota marmota), lobos (Canis lupus) y antílopes saiga (Saiga tatarica).